# Feestdagen in Polen

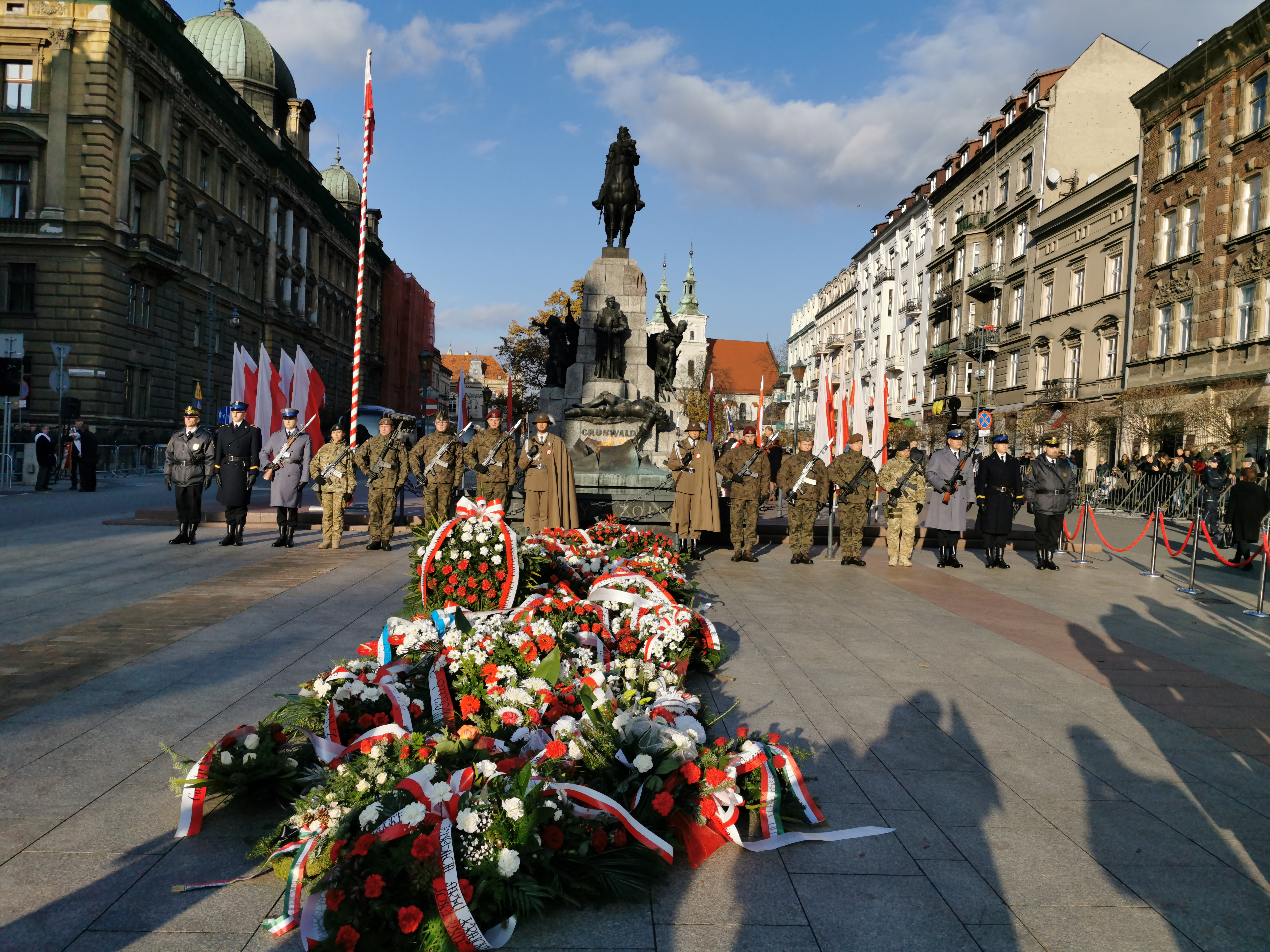
Poolse Onafhankelijkheidsdag in 2019.

Er zijn diverse feestdagen in Polen. De wettelijke feestdagen zijn de dagen waarop volgens de Poolse wet (genaamd Ustawa z dnia 18 stycznia 1951 o dniach wolnych od pracy) niet hoeft te worden gewerkt. Deze wet is laatstelijk gewijzigd in 2010 en er zijn tegenwoordig dertien wettelijke feestdagen. Daarnaast zijn er ook nationale feestdagen waarop normaal gesproken wel wordt gewerkt.

## Publieke feestdagen
- 1 januari: Nieuwjaarsdag
- 6 januari: Driekoningen
- Een zondag in het voorjaar: Eerste Paasdag
- De maandag na Eerste Paasdag: Tweede Paasdag, tevens Śmigus-Dyngus of Natte Maandag
- 1 mei: Staatsfeestdag (voorheen: Dag van de Arbeid)
- 3 mei: Dag van de Grondwet (viering van de Poolse Grondwet van 3 mei 1791)
- De zevende zondag na Pasen: Pinksteren
- De negende donderdag na Pasen: Sacramentsdag
- 15 augustus: Maria-Tenhemelopneming (ook: viering van de Slag om Warschau)
- 1 november: Allerheiligen
- 11 november: Poolse Onafhankelijkheidsdag
- 24 december: Kerstavond
- 25 december: Eerste kerstdag
- 26 december: Tweede kerstdag

Albanië ·
Andorra ·
Armenië ·
Azerbeidzjan ·
België ·
Bosnië en Herzegovina ·
Bulgarije ·
Cyprus ·
Denemarken ·
Duitsland ·
Estland  ·
Finland ·
Frankrijk ·
Georgië ·
Griekenland ·
Hongarije ·
Ierland ·
IJsland ·
Italië ·
Kazachstan ·
Kosovo ·
Kroatië ·
Letland ·
Liechtenstein ·
Litouwen ·
Luxemburg ·
Malta ·
Moldavië ·
Monaco ·
Montenegro ·
Nederland ·
Noord-Macedonië ·
Noorwegen ·
Oekraïne ·
Oostenrijk ·
Polen ·
Portugal ·
Roemenië ·
Rusland ·
San Marino ·
Servië ·
Slovenië ·
Slowakije ·
Spanje ·
Tsjechië ·
Turkije ·
Vaticaanstad ·
Verenigd Koninkrijk ·
Wit-Rusland ·
Zweden ·
Zwitserland